# Conrad Khunrath
Conrad Khunrath (* um 1555 in Leipzig; † 1613, vermutlich in Hamburg) war ein deutscher Kaufmann, Alchemist, Münzprüfer, Mediziner, Autor, Herausgeber und Übersetzer. Er ist besonders bedeutend durch seine weit über hundert Jahre immer wieder neuaufgelegte Medulla destillatoria, die zu den umfangreichen Standardwerken der paracelsisch orientierten Chemiatrie zählt.

## Leben
Conrad Khunrath wurde etwa 1555 als Sohn des Leipziger Kaufmanns Sebastian Kunrat und seiner Frau Anna geboren. Zu seinen mindestens zehn Geschwistern gehört der ebenfalls als Alchemist bekannt gewordene Heinrich Khunrath. Bereits 1562, als Kind, wurde Conrad an der Universität Leipzig eingeschrieben, wahrscheinlich aber nur pro forma. In seiner Jugend bereiste er England, wo er die englische Sprache erlernte. Ab 1580 ist er als Kaufmann fassbar, nach dem Tod seines Vaters übernahm er auch dessen Tuch- und Vitriolhandel. In der Folgezeit entwickelte Khunrath sich aber zum ärztlichen Praktiker, der seine Medikamente nach spagyrischen bzw. alchemistischen Verfahren selbst herstellte. Ab spätestens 1594 war er in Schleswig ansässig, wo er die erste Fassung seines Hauptwerks Medulla destillatoria und in spätere Auflagen integrierte Nebenarbeiten herausgab. Ab etwa 1606 war Khunrath als Münzprüfer in Hamburg fassbar und geriet in die Wellen der Kipper- und Wipperzeit. Im Amt des Münzprüfers starb er, vermutlich in Hamburg, kurz vor dem 6. Mai 1613.
Zwei Jahre nach seinem Tod erschien noch ein zweiter Teil der im Laufe der Jahre von anfänglich 122 Blatt auf nunmehr insgesamt 1.246 Seiten angewachsenen Medulla destillatoria. Viele einzelne Rezepturen werden noch Mitte des 18. Jahrhunderts in Zedlers Universal-Lexicon übernommen.

## Werke (Auswahl)
Eigene Arbeiten:
- Medulla destillatoria et medica, Schleswig 1594 u.ö.
- Medulla destillatoria et medica sextum aucta et renovata, das ist: gründtliches und vielbewehrtes Destillier[-] u. Artzney[-]Buch : darinnen begriffen, wie der Spiritus Vini zur höchsten Exaltation gebracht. Froben, Hamburg 1638. Digitalisierte Ausgabe der Universitäts- und Landesbibliothek Düsseldorf
  - Band 1, 1623
  - Band 1, 1638
  - Band 1, 1621
  - Band 2, 1638

- Fünf schöne medicische Tractat, Schleswig 1596
- Vier schöne medicische Tractat, Schleswig 1597
- Mystica et chymica quaedam arcana, Hamburg 1600
- Edelstes Kleinod Menschlicher Gesundheit; das ist: Die auß den Geheimnissen der Natur hervorgesuchte/ unschätzbare und höchstbewährte Destillier- und Artzeney-Kunst : Zu besserer Bedienung/ sind … jedem Theile drey nützliche und vollständige Register angefüget/ … Hynitzsch, Frankfurt/Leipzig/Halberstadt 1680. Digitalisierte Ausgabe
  - 1. Band, 1860
  - 2. Band, 1860

Als Herausgeber bzw. Übersetzer:
- Paracelsus, Chirurgia vulnerum, Schleswig 1595
- Eine Proclamation, Der newen Müntze halben, Hamburg 1605
- Zween schöne Tractat, Hamburg 1606 u.ö.
- Relatio Oder Erzehlung, Wie der Grossmechtigste Herr Christianus Quartus …, Hamburg 1607. Digitalisierte Ausgabe